# أهل أحمد المساني

تعديل مصدري - تعديل

أهل أحمد المساني هي إحدى قرى عزلة أحور بمديرية أحور التابعة لمحافظة أبين، بلغ تعداد سكانها 80 نسمة حسب تعداد اليمن لعام 2004.